# Шан сир Тарантен Маршал
Шан сир Тарантен Маршал (фр. Champs-sur-Tarentaine-Marchal) насеље је и општина у централној Француској у региону Оверња, у департману Кантал која припада префектури Морјак.
По подацима из 2011. године у општини је живело 1026 становника, а густина насељености је износила 17,01 становника/km². Општина се простире на површини од 60,32 km². Налази се на средњој надморској висини од 450 метара (максималној 966 m, а минималној 449 m).

## Демографија
| 1962. | 1968. | 1975. | 1982. | 1990. | 1999. | 2011. |
| ----- | ----- | ----- | ----- | ----- | ----- | ----- |
| 1.452 | 1.527 | 1.331 | 1.141 | 1.088 | 1.044 | 1.026 |

График промене броја становника у току последњих година